# 水竹蒲桃
水竹蒲桃（学名：Syzygium fluviatile）是桃金娘科蒲桃属的植物，是中国的特有植物。分布在中国大陆的广西、广东等地，生长于海拔1,000米的地区，多生长于森林溪涧边，目前尚未由人工引种栽培。